# Trzebieszki (jezioro)
Trzebieszki – jezioro w woj. wielkopolskim, w pow. złotowskim, w gminie Jastrowie, leżące na terenie Równiny Wałeckiej. Jezioro położone jest około 3 km na wschód od Szwecji.
Powierzchnia zwierciadła wody według różnych źródeł wynosi od 27,5 ha przez 22,78 ha do 33,9 ha.
Zwierciadło wody położone jest na wysokości 83,9 m n.p.m. lub 83,8 m n.p.m.. Średnia głębokość jeziora wynosi 7,8 m, natomiast głębokość maksymalna 21,7 m.
Jest to jezioro polodowcowe, rynnowe o typowym dla tych jezior wydłużonym kształcie i brzegach porośniętych lasem.
Przez jezioro to przepływa rzeka Rurzyca, którą wiedzie Szlak wodny im. Jana Pawła II.
Rzeką tą jezioro to jest połączone z leżącym w górę rzeki jeziorem Krąpsko Długie oraz leżącym poniżej jeziorem Krąpsko Łękawe (Krąpsko Górne).